# معركة جيشر

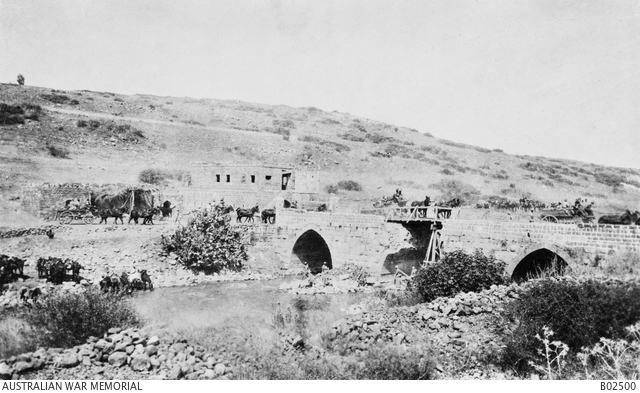
جسر يربط كيبوتس جيشر مع نهاريم

معركة جيشر هي إتحادًا عراقيًا اردنيًا ضد دولة إسرائيل المُنشأة حديثّا التي اشتركت بشكل خاص مع لواء جولاني خلال حرب فلسطين الكبرى 1947 - 1949 في الرابع عشر حتى الثاني والعشرين من شهر مايو عام 1948. في الرابع عشر من مايو قامت القوّات العربية باقتحام معبر نهاريم اليهودي وذلك في محاولة الوصول إلى مدينة العفولة بهدف الإلتحاق ب لواء اليرموك الاول للعرب جيش الإنقاذ. كانت المعركة انتصارًا إسرائيليًا حيث تحرك الجيش العراقي جنوبًا إلى مدينتي نابلس وجنين للسيطرة على الجبهة السامريّة مما أدّى إلى إيقاف التقدم ألى العفولة.

## خلفية
بدأت المرحلة الأولى من الحرب عندما تم التصديق على قرار الأمم المتحدة رقم 181 في التاسع والعشرين من تشرين الثاني عام 1947، ودعا جيش الجهاد المقدس مع جماعة الاخوان المسلمين في اليوم التالي إلى تسليح شعب الإنتداب البريطاني السابق. كانت "جسر" هدفًا لجيش الإنقاذ العربي خلال هجماته حول منطقة الجليل في 12 اذار 1948. لكن الموقع الإستراتيجي على نهري الاردن، تابور واليرموك يقع في جيشر وقًربها من العفولة ونهاريم أثبت انها هدفًا مهمًا لكل من الفيلق العربي والقوّات المسلحة العراقية، خاصةً عندما قام شرق الاردن بغزو الإنتداب السابق في 10 مايو 1948، والغزو العراقي اللاحق في الرابع عشر من نفس الشهر. كانت القوّات العربية المشتركة تضم كتبيتين مشاة وكتيبة مدرعة وسرية مدفعية واحدة، وبلغ تعداد قوّات الجولاني كتيبتين مشاة ومدفعين فرنسيين 65 ملم.

## الهجوم
في 14 مايو في تمام الساعة 18:00 استولى الفيلق العربي والقوات العراقية على نهاريم مما أدى إلى تفجير الجسر الذي يربط نهاريم بجيشر من قبل خبراء المتفجرات من لواء جولاني في الساعة 20:00 بالتوقيت المحلي. ومع ذلك ، عبرت القوات العربية النهر في نقطة منخفضة بالقرب من تابور في الخامس عشر ثم عبرت تابور نفسها واستولت على تلة الجمل القريبة في السادس عشر لبدء حصار على كيبوتس، في نفس اليوم في الساعة 16:00 بالتوقيت المحلي، شن العرب هجومًا على تم صد حصن الشرطة بالقرب من مركز جيشر. في 17 مايو قام لواء جولاني بهجوم جوي غير فعال على تلة الجمل وتم صده لاحقًا خلال هجوم بعد ذلك مباشرة، وفي نفس الوقت تقريبًا تم تدمير 6 - 21 عربة مصفحة خلال هجوم القوات العربية على حصن الشرطة. استمرت الهجمات الفاشلة من كلا الجانبين حتى 21-22 مايو عندما تم صد العراقيين في بلفوار وكوخاف هاريادن في وقت لاحق وانسحبوا إلى نهاريم وبالقرب من بحيرة طبريا نُقلت غالبية القوات العراقية إلى نابلس والجبهة السامرية.